# Gabriel Popa (pictor)
Gabriel Popa (n. 18 iulie 1937, Ploiești, România – d. 1995) a fost un pictor român.
Popa s-a născut pe 18 iulie 1937 la Ploiești, România. A absolvit Institutul de Artă din Cluj Napoca. S-a mutat la Timișoara în 1961. A fost profesor, între 1962 și 1974, la Institutul de Artă al orașului, predând pictură și desen. Din 1974, Gabriel Popa a devenit pictor profesionist, membru al Breslei Artiștilor Artiștilor din România. A murit de leucemie în vara anului 1995.
Arta sa este cunoscută și apreciată în România și pe plan internațional. A participat la expoziții colective în România, Iugoslavia, Italia, Spania, Austria și Germania. A avut expoziții personale la Timișoara, București și Reșița, România; în Ettlingen și Baden-Baden, Germania și Viena, Austria.
Printre proiectele sale importantne se numără o frescă de 35 mp pentru Opera Națională din Timișoara și o serie de panouri pictate pe lemn, de 50 mp, pentru Biserica Romano-Catolică din Orșova.
Lucrările sale se regăsesc în colecții publice și private din România, Germania, Italia, Franța, Israel, Croația, Serbia, Spania, Japonia, Canada, Elveția, Grecia și Venezuela.